# Андерсон (округ Бернетт, Вісконсин)
Андерсон (англ. Anderson) — місто (англ. town) в США, в окрузі Бернетт штату Вісконсин. Населення — 408 осіб (2020).

## Демографія
Згідно з переписом 2010 року, у місті мешкало 398 осіб у 165 домогосподарствах у складі 113 родин. Було 313 помешкання
Расовий склад населення:
| - 98,5 % — білих - 0,3 % — чорних або афроамериканців |

До двох чи більше рас належало 1,0 %. Частка іспаномовних становила 0,3 % від усіх жителів.
За віковим діапазоном населення розподілялося таким чином: 22,9 % — особи молодші 18 років, 65,0 % — особи у віці 18—64 років, 12,1 % — особи у віці 65 років та старші. Медіана віку мешканця становила 44,5 року. На 100 осіб жіночої статі у місті припадало 115,1 чоловіків;  на 100 жінок у віці від 18 років та старших — 113,2 чоловіків також старших 18 років.
Середній дохід на одне домашнє господарство  становив 57 531 долар США (медіана — 53 750), а середній дохід на одну сім'ю — 60 351 долар (медіана — 56 000). Медіана доходів становила 47 500 доларів для чоловіків та 40 893 долари для жінок. За межею бідності перебувало 19,0 % осіб, у тому числі 35,3 % дітей у віці до 18 років та 11,5 % осіб у віці 65 років та старших.
Цивільне працевлаштоване населення становило 190 осіб. Основні галузі зайнятості: виробництво — 22,6 %, освіта, охорона здоров'я та соціальна допомога — 17,4 %, будівництво — 10,5 %, мистецтво, розваги та відпочинок — 9,5 %.